# SN 2002ke
SN 2002ke – supernowa odkryta 21 grudnia 2002 roku w galaktyce A033158-2745. W momencie odkrycia miała maksymalną jasność 25,70m.